# The Grand Experiment
The Grand Experiment è il primo album in studio del gruppo musicale statunitense The Neal Morse Band, pubblicato il 13 febbraio 2015 dalla Radiant Records negli Stati Uniti d'America e dalla Inside Out Music in Europa.

## Descrizione
Composto da cinque brani, si tratta della prima pubblicazione di Neal Morse nel quale ha coinvolto gli storici collaboratori Mike Portnoy e Randy George (a cui si sono uniti il polistrumentista Bill Hubauer e il chitarrista Eric Gillette) direttamente nel processo di composizione:
(Neal Morse)
L'album è stato anticipato dal video musicale della title track, uscito a gennaio, ed è stato promosso dall'Alive Again Tour, durato per tutto il 2015 e che ha visto come artisti di apertura i Beardfish.

## Tracce
Testi e musiche di The Neal Morse Band.
1. The Call – 10:10
2. The Grand Experiment – 5:29
3. Warterfall – 6:30
4. Agenda – 3:45
5. Alive Again – 26:39

CD bonus nell'edizione speciale
1. New Jerusalem (Freedom Is Coming) – 7:30
2. Doomsday Destiny – 5:27
3. MacArthur Park – 11:07 (Jimmy Webb, Adrian Drover) – originariamente interpretata da Richard Harris
4. The Creation (Recorded Live at Morsefest) – 18:40 (Neal Morse)
5. Reunion (Recorded Live at Morsefest) – 9:42 (Neal Morse)

DVD bonus nell'edizione speciale
1. The Making of The Grand Experiment – 45:40

## Formazione
Gruppo
- Neal Morse – voce, tastiera, chitarra
- Eric Gillette – chitarra, voce
- Randy George – basso, bass pedals, bodhrán
- Bill Hubauer – tastiera, clarinetto, voce, arrangiamento (CD 2: traccia 3)
- Mike Portnoy – batteria, voce

Altri musicisti
- Chris Carmichael – strumenti ad arco
- Jim Hoke – sassofono
- David F. McKee – industrial loop (CD 1: traccia 4)

Produzione
- The Neal Morse Band – produzione
- Rich Mouser – missaggio, mastering
- Jerry Guidroz – ingegneria della batteria

## Classifiche
| Classifica (2015) | Posizione massima |
| ----------------- | ----------------- |
| Belgio (Fiandre)  | 150               |
| Belgio (Vallonia) | 149               |
| Germania          | 38                |
| Paesi Bassi       | 26                |
| Svizzera          | 91                |